# Oxydia nigrinotata
Oxydia nigrinotata är en fjärilsart som beskrevs av Paul Dognin 1911. Oxydia nigrinotata ingår i släktet Oxydia och familjen mätare. Inga underarter finns listade i Catalogue of Life.